# GTA (canción)
«GTA» (estilizada como «GTA.mp3») es una canción de la cantante argentina Emilia. Fue lanzada el 7 de septiembre de 2023 por Sony Music Latin como el cuarto sencillo de segundo álbum de estudio, .mp3. La canción fue coescrita por Emilia, Duki, Andrés Torres y Mauricio Rengifo, y producida por estos dos últimos junto con Francisco Zecca.

## Antecedentes
A inicios de agosto de 2023, Emilia mencionó en una entrevista con NME que su siguiente sencillo sería una canción electrónica inspirada en la cantante australiana Kylie Minogue. El 30 de agosto, reveló el título del sencillo en su boletín informativo y subió un fragmento en TikTok. Dos días después, Emilia anunció el lanzamiento de la canción con un avance en sus cuentas de redes sociales. La portada de la canción, que muestra a la cantante vestida de stripper y animada al estilo de la serie de videojuegos Grand Theft Auto, generó polémica en Twitter.

## Videoclip
El videoclip acompañante de «GTA» fue lanzado simultáneamente con la canción y dirigido por Facundo Ballve. El video empieza en una habitación oscura, donde Emilia aparece sentada en un escritorio frente a una computadora. La cantante empieza a jugar un videojuego similar a Grand Theft Auto, y a lo largo del video, realiza una misión en la que debe seducir a un hombre en un club nocturno para robarle las llaves de su auto. El video incluye elementos de los años 2000, como el monitor viejo de la computadora y la baja calidad y resolución del videojuego.
Al igual que con la portada de la canción, la letra y el videoclip también generaron polémica en Twitter. El novio de Emilia, el rapero argentino Duki, defendió la canción en un tuit —que después eliminó— en el que argumentó que la letra no era tan explícita como la de otros éxitos del momento, y que el video representa un videojuego y no la vida real.

## Reconocimiento crítica
La canción fue incluida en la lista de las 20 mejores canciones del año 2023 por Jon Caramanica, crítico de música del New York Times. Fue la única argentina la lista de ese año. 

## Posicionamiento en listas

### Listas semanales
| Listas (2023)                 | Mejor posición |
| ----------------------------- | -------------- |
| Argentina (Argentina Hot 100) | 2              |
| Argentina (CAPIF)             | 5              |
| España (PROMUSICAE)           | 62             |
| Paraguay (Monitor Latino Pop) | 14             |

### Listas mensuales
| Listas (2023) | Mejor posición |
| ------------- | -------------- |
| Uruguay (CUD) | 8              |

## Certificaciones
| País           | Organismo certificador | Certificación | Ventas certificadas | Ref.   |
| -------------- | ---------------------- | ------------- | ------------------- | ------ |
| Argentina      | CAPIF                  | 2× Platino    | 40.000              | [ 19 ] |
| España         | PROMUSICAE             | Oro           | 30.000              | [ 20 ] |
| Estados Unidos | RIAA                   | Oro           | 30 000              | [ 21 ] |